# Chrodobertus
Chrodobertus (též Chrodobert, Chrodebert či Robert) byl franský šlechtic, který zastával v Neustrii v 7. století vysoké posty.

## Životopis
Pokud byl členem rodu Robertovců, byl by se svým bratrem Erlebertem, šlechticem z Thérouanne, nejstarším známým členem této linie.
Byl otcem svatého Angadrêma a strýcem z otcovy strany kancléře Roberta, syna Erleberta, dalšího předka Robertovců.
Byl referendářem (úředníkem) krále Dagoberta I. kolem roku 630, správcem paláce království Neustrijského a Burgundského roku 663, poté biskupem v Tours kolem roku 665. Mohl být také biskupem v Paříži v době, kdy nebylo neobvyklé držet souběžně několik funkcí. Je zmiňován jako svědek v listině Chlodvíka II. v Neustrii v Clichy-la-Garenne.